# All I Want for Christmas Is You
«All I Want for Christmas Is You» (укр. «Все, що я хочу на Різдво — це ти») — пісня, написана американською співачкою Мераєю Кері та Уолтером Афанасьєффом для четвертого студійного альбому Кері Merry Christmas, що став першим різдвяним релізом у кар'єрі виконавиці.
Пісня мала комерційний успіх, очоливши хіт-паради Угорщини, Іспанії, Нідерландів, Норвегії, Словенії, Чехії, а також досягнувши позиції №2 в Австралії, Великій Британії та Японії.З глобальним продажем понад 16 млн копій у всьому світі пісня до 2013 року стала 11-м бестселером усіх часів у світі.До 2017 року пісня заробила на роялті $60 млн. У грудні 2019 року вперше очолила хіт-парад музичних продажів у США, через 25 років після випуску.
У січні та грудні 2020, у січні та грудні 2021 року та у січні 2022 року пісня знову піднімалася на перше місце в чарті Hot 100, ставши першим хітом в історії, якому вдалося очолювати американський хіт-парад (2019, 2019 2021 і 2022), так само як і першою святковою різдвяною піснею, що трималася на вершині хіт-параду 8 тижнів.

## Передісторія
Після низки комерційно успішних студійних альбомів, лейбл Мерайї — Columbia Records висунув ідею запису різдвяного альбому. На той момент, на думку керівництва Columbia, Кері вважалася поп-співачкою. Із записом святкового альбому планувалося збільшити цільову аудиторію Мерайї, зробити з неї масштабного естрадного артиста. Оскільки Різдво завжди було улюбленим святом Мерайї, вона погодилася на запис цієї платівки.

## Відгуки критиків
«All I Want for Christmas Is You» була захоплено прийнята музичними критиками. Рош Парісен з AllMusic вважав, що пісня «добре складена», похваливши інструментальну частину та мелодію.Стів Морс, редактор The Boston Globe,написав у своїй рецензії, що Кері вклала душу, виконавши цю пісню.
У 2010 році відоме видання Rolling Stone помістило All I Want for Christmas Is You на четверте місце в рейтингу «Найвидатніші різдвяні пісні ери рок-н-ролу », назвавши пісню «святковим стандартом».

## Живі виступи
Кері виступала з композицією All I Want for Christmas Is You як на світових виступах,так і на телевізійних програмах. Композиція увійшла до сет-листу японської частини туру Daydream World Tour (1996), Butterfly World Tour (1998), Charmbracelet World Tour (2002-03), The Adventures of Mimi (2006). 19 грудня 2019 Кері виконала «All I Want for Christmas Is You» на вечірньому телешоу Джеймса Кордена The Late Late Show разом з дуетом юних танцівниць-ельфів з льодяниками у руках та групою хлопців у формі іграшкових солдатиків. А потім релігійний хор у червоному одязі урвався на сцену, почався сніг і всі гуртом виконали фінальний приспів пісні.

## Музичне відео
Було знято чотири музичні відео пісні All I Want for Christmas Is You. Перше відео було знято в стилі домашнього відео з використанням Super-8 мм.Його режисером стала сама Кері.Відео було зроблено у різдвяну пору в 1993 році.Відео починається з того, що Кері вішає святкові прикраси на новорічну ялинку та бавиться на снігових гірських схилах. Кадри на відкритому повітрі були зняті в казковому лісі в Нью-Джерсі, де тодішній чоловік Кері Томмі Моттола зіграв всього один епізод у ролі Санта-Клауса.Після цього пішли сцени Кері, яка готується до фотосесії для обкладинки альбому і проводить час з її собакою Джеком. На закінчення Санта-Клаус залишає Кері з сумкою подарунків і прощається.До грудня 2019 року його переглянули понад 600 млн разів в YouTube.В альтернативному відеокліпі пісні, натхненному гуртом Ronettes, Кері танцює у студії у стилі 1960-х років разом з танцюристами гоу-гоу . Для створення образу часу 1960-х років відео було знято в чорно-білому кольорі, а Кері була в білих чоботях і з підстриженим волоссям. Це відео було також поставлене самій Кері. З часом це відео двічі змінювали.У 2019 році, разом з випуском делюксового альбому Merry Christmas, присвяченого його 25-річчю, вона випустила нове музичне відео на пісню режисера Джозефа Кана з кадрами,які не увійшли у нього.20 грудня 2019 року на честь 25-річного ювілею різдвяного хіта вийшов новий відеокліп All I Want for Christmas Is You,знятий у студії,який завантажила співачка на свій аккаунт Youtube.

## Комерційний успіх

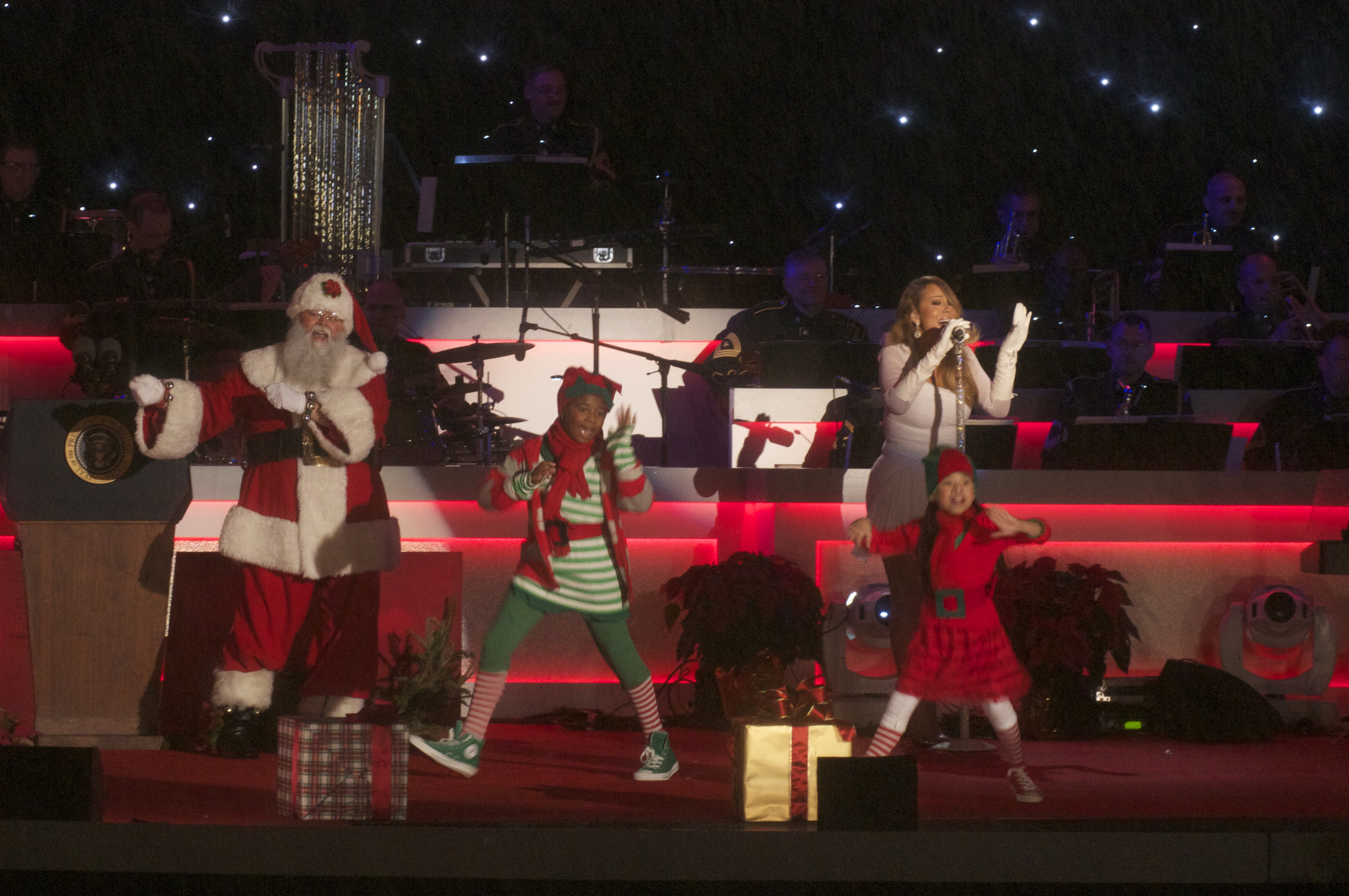
Виступ на церемонії National Christmas Tree (United States) біля Білого Дому, Вашингтон, 6 грудня 2013

All I Want for Christmas Is You щорічно входить у світові хіт-паради перед різдвяними святами. У грудні 2017 року пісня досягла позиції № 9 в основному американському чарті Billboard Hot 100, вперше увійшовши в кращу десятку хітів з моменту релізу в 1994 році і ставши 28-м хітом співачки в Top 10. Глобальні продажі по всьому світу склали 16 млн копій що зробило цю пісню найміжнародніше успішною для Кері і 11-м світовим бестселером усіх часів загалом.До 2017 року пісня заробила на роялті $60 млн.
У США в січні 1995 року пісня All I Want for Christmas Is You досягла № 6 в чарті Billboard Hot Adult Contemporary і позиції № 12 в радіоефірному хіт-параді Hot 100 Airplay.Пісня знову потрапила до цих чартів у грудні 1995 і грудні 1996.Проте, пісня не потрапила до основного американського хіт-параду Billboard Hot 100 у період оригінального релізу, оскільки не було комерційного виходу як сингл. Після скасування цього правила у 1998 році пісня потрапила до Billboard Hot 100, досягнувши № 83 у січні 2000 року. Пісня очолювала Billboard Hot Digital Songs у грудні 2005 року.У грудні 2018 року пісня досягла третього місця в Billboard Hot 100, свого вищого становища в чарті за весь час релізу і вперше за два десятиліття з дня першого входу в 1994.Проте, вже через тиждень сингл поставив своєрідний антирекорд: він одразу випав не лише з десятки найкращих, а й із усього Hot 100. Раніше найгірший у 60-річній історії чарту результат був лише у вигляді випадання з четвертого місця: пісня « Purple Rain » Прінса в травні 2016 відразу після смерті співака (хоча раніше в 1984 вона досягала і другого місця).
21 грудня 2019 через 25 років після дебюту пісня «All I Want for Christmas Is You» вперше очолила американський хіт-парад Billboard Hot 100 і стала 19-м чарттоппером співачки в Hot 100 (збільшення рекорду для сольних виконавців). Серед лідерів тут The Beatles (20), Кері (19), Ріанна (14), Майкл Джексон (13), Мадонна (12) та The Supremes (12). Ще один рекорд вона збільшила: 80 тижнів на першому місці, а далі йдуть Ріанна (60), The Beatles (59), Boyz II Men (50) та Drake (49). Крім того, нове досягнення дозволило Кері увійти до елітного клубу виконавців, які очолювали чарт три десятиліття поспіль: 1990-і (14), 2000-і (4) та 2010-і (1). Раніше цим досягненням мали лише троє: Крістіна Агілера, Брітні Спірс і Ашер.Крім того, «All I Want For Christmas Is You» очолив Hot 100 в США (з показником 45,6 млн потоків-стримів і 27,000 цифрових продажів) через 25 років після дебюту і через 35 тижнів перебування в чарті, побивши два абсолютних рекорди самого повільного та довгого сходження на вершину. Минуле досягнення було у пісні Macarena (Bayside Boys Remix) у виконанні дуету Los del Río, яка досягла першого місця в серпні 1996 року через 33 тижні перебування в хіт-параді.
«All I Want for Christmas Is You» стала справжнім бестселером в Японії . Пісня стала головною темою у популярній драмі 29-sai no Christmas (яп. 29才のクリスマス, lit. "Christmas in 29 Years, 29th Christmas") "Christmas in 29 Years, 29th Christmas")під назвою Koibito-tachi no Christmas (яп. 恋人たちのクリスマス, lit. "Lovers' Christmas") "Lovers' Christmas").Тираж у Японії склав 1,1 млн копій.У 2010 році знову увійшла до чарту, досягнувши позиції № 6 у хіт-параді Japan Hot 100.Сингл був сертифікований у статусі Million award Recording Industry Association of Japan (RIAJ) у двох різних форматах (компакт-диски та рингтони), у 1994 та 2008 роках, відповідно.

## Визнання
У 2010 році газета The Daily Telegraph назвала "All I Want for Christmas Is You" найбільш популярною і найбільш програваною різдвяною піснею ( Christmas song ) всього десятиліття у Великобританії,а в 2015 році видання " Fairytale of New York " назвало її найбільш різдвяною піснею Великобританії, що програється в XXI столітті.Журнал Rolling Stone поставив пісню на четверте місце у своєму списку Greatest Rock and Roll Christmas Songs, назвавши її святковим стандартом (holiday standard).У Великобританії в ході широкого опитування, проведеного каналом ITV у грудні 2012 року, пісня була обрана п'ятою серед усіх The Nation's Favourite Christmas Song.Через тривалий вплив та популярність пісні співачку назвали « Queen of Christmas », титул, який вона не наважилася прийняти. «Я не приймаю це ім'я, бо відчуваю, що воно [надто велике]», — сказала вона. «Я смиренно дякую їм, і до того ж, у мене є незвичайна любов до курортного сезону, і це найкраща пора року».
24 листопада 2019 року пісня поставила три рекорди, занесених до Guinness World Records: як один з найкращих і визнаних новорічних бестселерів (Christmas songs), за найбільшу кількість потоків прослуховування (streamed song) на каналі Spotify за 24 години серед жінок (0,9 2018) і за найбільшу кількість тижнів, проведених у британській найкращій десятці хітів UK Singles Chart Top 10 серед різдвяних пісень (20).

## Звинувачення у плагіаті
У 2022 році автор пісень Енді Стоун звернувся до Окружного суду США у Східному окрузі Луїзіани з позовом про порушення авторських прав. За словами позивача, він записав пісню з такою самою назвою 1989 року, 1993-го вона транслювалася на радіо, тоді ж на неї було знято відеокліп. Хоча пісні звучать по-різному, Стоун вимагав стягнути з виконавиці компенсацію у розмірі $20 млн за використання придуманої ним назви без узгодження з ним.

## Сертифікації і продажі
| Регіон | Сертифікація   | Продажі    |
| --- | -------------- | ---------- |
| Австралія (ARIA) | 10× Платиновий | 700 000    |
| Бельгія (BEA) | Золотий        | 10 000     |
| Бразилія (ABPD) | Платиновий     | 60 000     |
| Канада (Music Canada) | Діамантовий    | 800 000    |
| Данія (IFPI Denmark) | 5× Платиновий  | 450 000    |
| Німеччина (BVMI) | 2× Платиновий  | 1 000 000  |
| Італія (FIMI) | 4× Платиновий  | 280 000    |
| Японія (RIAJ) Фізичні продажі | Мільйонний     | 1,100,000  |
| Японія (RIAJ) Вуписк 2004 | 2× Платиновий  | 500 000*   |
| Японія (RIAJ) Випуск 2010 | Золотий        | 100 000*   |
| Японія (RIAJ) Вуписк 2002, Чяка-ута (R) | 2× Платиновий  | 500 000*   |
| Нова Зеландія (RIANZ) | 3× Платиновий  | 90 000     |
| Норвегія (IFPI Norway) | 4× Платиновий  | 240 000    |
| Португалія (AFP) | 2× Платиновий  | 20 000     |
| Іспанія (PROMUSICAE) | 3× Платиновий  | 150 000    |
| Велика Британія (BPI) | 7× Платиновий  | 4,003,196  |
| США (RIAA) | 12× Платиновий | 12 000 000 |
| США (RIAA) Реалтон (Mastertone) | 2× Платиновий  | 2 000 000* |
| Потокове відтворення |                |            |
| Греція (IFPI Greece) | Платиновий     | 2 000 000  |
| Японія (RIAJ) | Золотий        | 50 000 000 |
| *продажі, що базуються лише на сертифікаціях · продажі+прослуховування, що базуються лише на сертифікаціях · лише прослуховування, що базуються лише на сертифікаціях |                |            |

## Кавер-версії
« All I Want for Christmas Is You (SuperFestive! ) » — дует Мерайї Кері та канадського співака Джастіна Бібера . Пісня була записана для святкового другого студійного альбому Бібера Under the Mistletoe (2011) і вийшла радіоефірним синглом в Італії 9 грудня 2011. Музичне відео для цього дуету було знято в супермаркеті Macy's у Нью-Йорку і показує, як Бібер з друзями купує там подарунки, а Кері співає на задньому плані. У грудні 2019 року Кері випустила нове музичне відео через 25-річчя цієї пісні.
- Шанайя Твейн (live performance, 1998)[25]
- Samantha Mumba (Samantha Sings Christmas EP, 2001)[26]
- Оливия Олсон (Love Actually: Original Motion Picture Soundtrack, 2003)[27]
- My Chemical Romance («Kevin and Bean's Christmastime in the 909», 2004)
- The Cheetah Girls (Cheetah-licious Christmas, 2005)[28]
- Agnes Carlsson and Måns Zelmerlöw (2007)[29]
- Майли Сайрус (live performance, 2007)[30]
- Same Difference (live performance, 2007)[31]
- Джон Мейер (live performance, 2008)[32]
- Suemitsu & the Suemith (Best Angle for the Pianist: Suemitsu & the Suemith 05-08, 2008)[33]
- Whitney Duncan (2008)[34]
- Кэти Армиджер (2008)[35]
- Александра Берк (live performance, 2009)[32]
- Dave Barnes (Very Merry Christmas, 2010)[36]
- Big Time Rush and Miranda Cosgrove (Holiday Bundle, 2010)[37]
- Lady Antebellum (A Merry Little Christmas, 2010)[38]
  - US Billboard Hot Country Songs — No. 57[39]
- Jessica Mauboy (All I Want for Christmas, 2010)[40]
- May J. (Believin'…, 2010)[41]
- Newsboys (Christmas! A Newsboys Holiday, 2010)[42]
- Nota (Nota’s A Capella Christmas, 2010)[43]
- Bowling for Soup (Merry Flippin' Christmas, Vol. 1 and 2, 2011)[44]
- Майкл Бублей (Christmas[en], 2011)[45]
- Amber Riley (Glee: The Music, The Christmas Album Volume 2, 2011)[46]
- Tiffany Alvord (2012)[47]
- Деми Ловато (live performance, 2012)[48]
- Ариана Гранде — (live performance, 2012)[49]
- Cee Lo Green (Cee Lo's Magic Moment, 2012)[50]
- Quietdrive (2012)[51]
- Atomic Tom (2013)[52]
- Ayahi Takagaki (melodia 2, 2013)[53]
- Park Bom & Lee Hi (2013)[54]
- The Electrical Fire (2013)[55]
- Jim Brickman (2014)[56]
- Fifth Harmony (I’ll Be Home for Christmas, 2014)[57]
- The McClymonts (2014)[58]
- Idina Menzel (Holiday Wishes, 2014)[59]
- Tal Wilkenfeld (2014)[60]
- Ten Second Songs (Anthony Vincent) («All I Want for Christmas Is You» in 20 Different Styles, 2014)[61][62]
- Batfoot! (Punk Rock Christmas, 2015)
- Paula Arenas (2013)[63]
- Ali Brustofski (2015)[64]
- Steve Grand (Music video, 2015)[65]
- Chase Holfelder (2015)[66]
- Кайли Миноуг и Mumford & Sons (live performance, 2015)[67]
- The Girl and the Dreamcatcher (2015)[68]
- Saara Aalto (The X Factor, 2016)[69]
- Cosmic Girls (JUSE TV, 2016)[70]
- Steve Grand (2016)[71]
- Karmin (2016)[72]
- She & Him (Christmas Party, 2016)[73]
- Straight No Chaser (I’ll Have Another…Christmas Album, 2016)[74]
- The Darcys (2016)[75]
- The Dollyrots (2016)[76]
- Hanson (Finally It’s Christmas, 2017)[77]

- Ліндсі Стірлінг ( Warmer in the Winter, 2017) [78]
- Lena ( Sing meinen Song - Das Weihnachtskonzert, 2017) [79]
- Out of the Blue (2017) [80]

## Виноски
1. ↑  Обсяг продажів включає «еквівалентне прослуховування треку» станом на 2022.[19] «All I Want for Christmas Is You» продався 1,24 мільйонів чистих продажів до грудня 2020.[20]